# Acronicta exempta
Acronicta exempta är en fjärilsart som beskrevs av Dyar 1922. Acronicta exempta ingår i släktet Acronicta och familjen nattflyn. Inga underarter finns listade i Catalogue of Life.